# Hòa Bình, Hạ Long
Hòa Bình là một xã thuộc thành phố Hạ Long, tỉnh Quảng Ninh, Việt Nam.
Xã Hòa Bình có diện tích 79,9 km², dân số năm 1999 là 912 người, mật độ dân số đạt 11 người/km².